# Championnat d'Europe masculin de volley-ball
Cet article traite de la compétition masculine. Pour la compétition féminine, voir Championnat d'Europe féminin de volley-ball.
Le Championnat d'Europe masculin de volley-ball est la plus importante compétition masculine européenne de volley-ball entre nations. Créé en 1948, il est organisé par la Confédération européenne de volley-ball (CEV) tous les deux ans.
Il existe une compétition équivalente pour les femmes : le Championnat d'Europe féminin de volley-ball, ainsi que des compétitions équivalentes dans les quatre autres unions continentales.
La 33e édition a lieu en 2023 dans 4 pays (Italie, Bulgarie, Macédoine du Nord et Israël).

## Palmarès
| Année | Lieu                                     | Champion          | Finaliste         | Troisième            | Quatrième            |
| ----- | ---------------------------------------- | ----------------- | ----------------- | -------------------- | -------------------- |
| 1948  | Rome                                     | Tchécoslovaquie   | France            | Italie               | Portugal             |
| 1950  | Sofia                                    | URSS              | Tchécoslovaquie   | Hongrie              | Bulgarie             |
| 1951  | Paris                                    | URSS              | Bulgarie          | France               | Roumanie             |
| 1955  | Bucarest                                 | Tchécoslovaquie   | Roumanie          | Bulgarie             | URSS                 |
| 1958  | Prague                                   | Tchécoslovaquie   | Roumanie          | URSS                 | Bulgarie             |
| 1963  | Bucarest                                 | Roumanie          | Hongrie           | URSS                 | Bulgarie             |
| 1967  | Istanbul                                 | URSS              | Tchécoslovaquie   | Pologne              | Allemagne de l'Est   |
| 1971  | Milan                                    | URSS              | Tchécoslovaquie   | Roumanie             | Allemagne de l'Est   |
| 1975  | Belgrade                                 | URSS              | Pologne           | Yougoslavie          | Roumanie             |
| 1977  | Helsinki                                 | URSS              | Pologne           | Roumanie             | Hongrie              |
| 1979  | Paris                                    | URSS              | Pologne           | Yougoslavie          | France               |
| 1981  | Varna                                    | URSS              | Pologne           | Bulgarie             | Tchécoslovaquie      |
| 1983  | Berlin                                   | URSS              | Pologne           | Bulgarie             | Italie               |
| 1985  | Amsterdam                                | URSS              | Tchécoslovaquie   | France               | Pologne              |
| 1987  | Gand                                     | URSS              | France            | Grèce                | Suède                |
| 1989  | Stockholm                                | Italie            | Suède             | Pays-Bas             | URSS                 |
| 1991  | Berlin                                   | URSS              | Italie            | Pays-Bas             | Allemagne            |
| 1993  | Turku                                    | Italie            | Pays-Bas          | Russie               | Allemagne            |
| 1995  | Athènes, Patras                          | Italie            | Pays-Bas          | RF de Yougoslavie    | Bulgarie             |
| 1997  | Eindhoven                                | Pays-Bas          | RF de Yougoslavie | Italie               | France               |
| 1999  | Vienne                                   | Italie            | Russie            | RF de Yougoslavie    | Tchéquie             |
| 2001  | Ostrava                                  | RF de Yougoslavie | Italie            | Russie               | Tchéquie             |
| 2003  | Berlin                                   | Italie            | France            | Russie               | Serbie-et-Monténégro |
| 2005  | Rome Belgrade                            | Italie            | Russie            | Serbie-et-Monténégro | Espagne              |
| 2007  | Russie                                   | Espagne           | Russie            | Serbie               | Finlande             |
| 2009  | Turquie                                  | Pologne           | France            | Bulgarie             | Russie               |
| 2011  | Autriche Tchéquie                        | Serbie            | Italie            | Pologne              | Russie               |
| 2013  | Pologne Danemark                         | Russie            | Italie            | Serbie               | Bulgarie             |
| 2015  | Italie Bulgarie                          | France            | Slovénie          | Italie               | Bulgarie             |
| 2017  | Pologne                                  | Russie            | Allemagne         | Serbie               | Belgique             |
| 2019  | France Belgique Pays-Bas Slovénie        | Serbie            | Slovénie          | Pologne              | France               |
| 2021  | Pologne Tchéquie Estonie Finlande        | Italie            | Slovénie          | Pologne              | Serbie               |
| 2023  | Italie Macédoine du Nord Bulgarie Israël | Pologne           | Italie            | Slovénie             | France               |

## Tableau des médailles
| Rang  | Pays            | Médaille d'or, Europe | Médaille d'argent, Europe | Médaille de bronze, Europe | Total |
| 1     | Russie          | 14                    | 3                         | 5                          | 22    |
| 2     | Italie          | 7                     | 5                         | 3                          | 15    |
| 3     | Tchécoslovaquie | 3                     | 4                         | 0                          | 7     |
| 4     | Serbie          | 3                     | 1                         | 8                          | 12    |
| 5     | Pologne         | 2                     | 5                         | 4                          | 11    |
| 6     | France          | 1                     | 4                         | 2                          | 7     |
| 7     | Pays-Bas        | 1                     | 2                         | 2                          | 5     |
| 7     | Roumanie        | 1                     | 2                         | 2                          | 5     |
| 9     | Espagne         | 1                     | 0                         | 0                          | 1     |
| 10    | Slovénie        | 0                     | 3                         | 1                          | 4     |
| 11    | Bulgarie        | 0                     | 1                         | 4                          | 5     |
| 12    | Hongrie         | 0                     | 1                         | 1                          | 2     |
| 13    | Allemagne       | 0                     | 1                         | 0                          | 1     |
| 13    | Suède           | 0                     | 1                         | 0                          | 1     |
| 15    | Grèce           | 0                     | 0                         | 1                          | 1     |
| Total | Total           | 32                    | 32                        | 32                         | 96    |

1. 1 2  (en) « History - EuroVolley », sur cev.eu (consulté le 8 octobre 2023).
2. ↑  « CEV - Confédération Européenne de Volleyball », sur Internet Archive (consulté le 8 octobre 2023).